# Afroseminolisches Kreol
Afroseminolisch, gelegentlich auch verkürzt und missverständlich Seminolisch, ist eine von Schwarzen Seminolen gesprochene Kreolsprache. Heute wird sie noch – in verschiedenen Dialekten – in Mexiko und im US-Bundesstaat Texas gesprochen, während sie auf den Bahamas und im US-Staat Oklahoma inzwischen ausgestorben ist.
Der Sprachcode nach ISO 639-3 ist [afs].